# Shmi Skywalker
Shmi Skywalker este mama lui Anakin Skywalker.
Ea devenise o prizonieră când oamenii de nisip au aflat de Anakin Skywalker. 